# Cerkiew Najświętszego Serca Jezusa w Dobrej
Cerkiew Najświętszego Serca Jezusa w Dobrej – murowana parafialna cerkiew greckokatolicka, znajdująca się w Dobrej.

## Historia
Według regestru poborowego już na jakiś czas przed 1515 rokiem istniała w Dobrej cerkiew. W 1596 roku była unia brzeska, do której cerkwie wstępowały w różnym zakresie czasu, według własnego uznania. Parochia w Dobrej w 1628 roku była nadal prawosławna, dopiero w 1651 roku jest wzmiankowana jako greckokatolicka. W 1868 roku parochia posiadała 2279 wiernych (w tym: Dobra – 1332, Dobcza – 810, Ścieżki Czerwonowolskie – 137). 
W 1880 roku zbudowano murowaną cerkiew w miejscu starszej drewnianej. Podczas I wojny światowej cerkiew została uszkodzona, a w 1921 roku została wyremontowana. Parochia posiadała 32 morgi pola. W 1930 roku istniało w Dobrej Apostolstwo Modlitwy, a w Dobczy istniała czytelnia „Proswity”. W 1939 roku parochia Dobra posiadała 2852 wiernych (w tym: Dobra – 1763, Dobcza – 927, Ścieżki Czerwonowolskie – 162). Parochia greckokatolicka istniała do 1945 roku.
Parafia należała do dekanatu jarosławskiego, po I wojnie światowej do sieniawskiego. Obok cerkwi znajduje się zbiorowy grób ukraińskich mieszkańców wsi, zamordowanych 10 stycznia 1946 roku.
Po wojnie cerkiew została zaadaptowana na kościół rzymskokatolicki.
Parochowie w Dobrej
do 1786: Jan Chotyniecki (paroch w Sieniawie i adm.-komendarz w Dobrej).
1786–1799: Klemens Chudziński.
1799: Jan Witoszyński (administrator).
1799–1802: Bazyli Głuszkiewicz.
1803: Andrzej Monastyrski (paroch w Cieplicach i adm. w Dobrej).
1803–1839: Jan Łazurkiewicz.
1840–1842: Michał Łazurkiewicz (paroch w Cieplicach i adm. w Dobrej).
1840–1842: Aleksander Kopyściański ("wikariusz").
1842–1874: Józef Eques de Wańkowicz.
1851–1855. Emil Czyczytowicz (administrator).
1855: Józef Gwozdowicz (administrator).
1848: Jan Łazurkiewicz (wikariusz).
1849: Sylwester Prociński (wikariusz).
1873: Antoni Terlecki (wikariusz).
1874–1907: Roman Pasieczyński.
1907–1935: Iwan Prokop (dziekan Sieniawski).
1935–1945: Jan Cicuła.

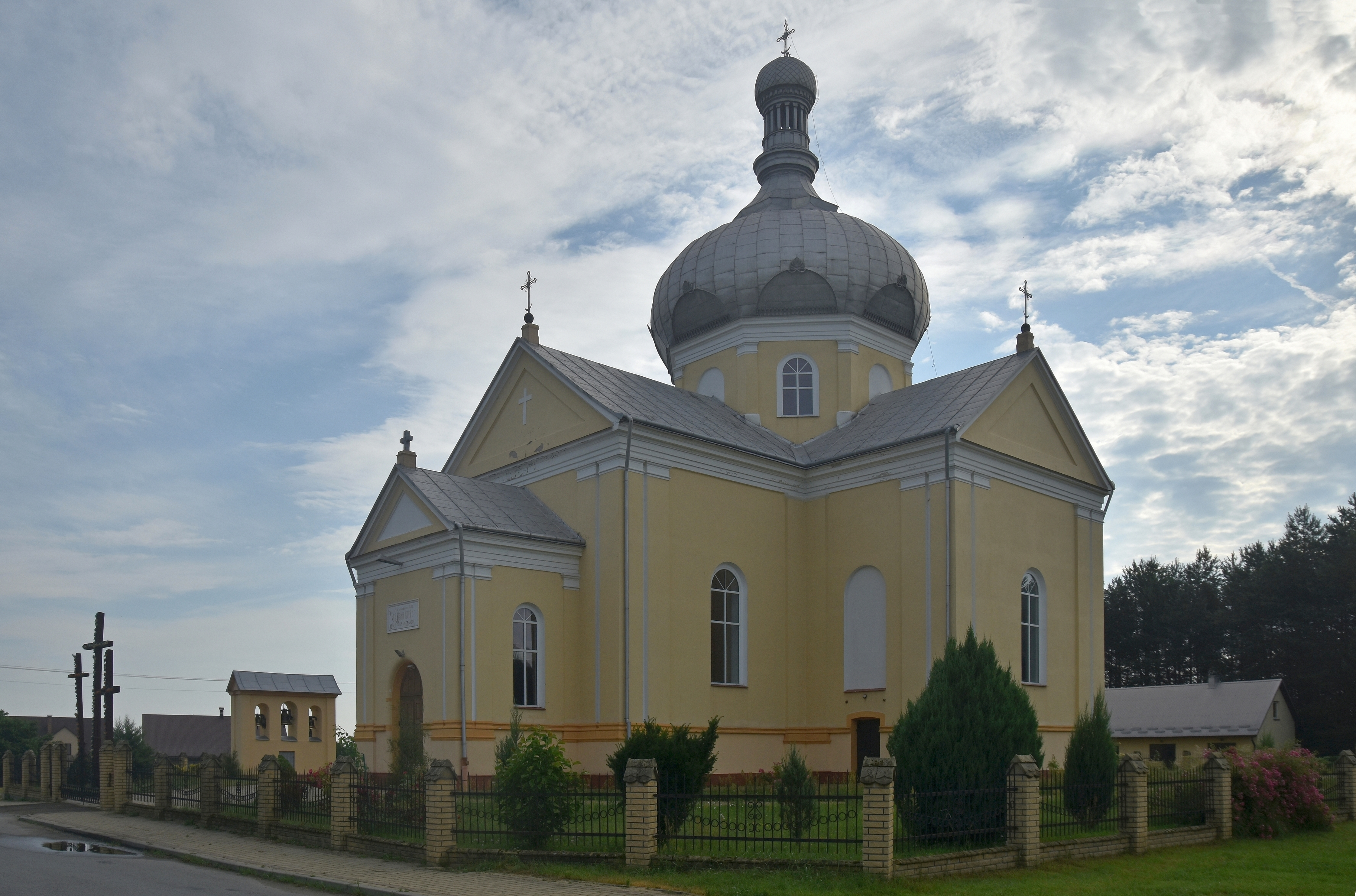
Elewacja frontowa
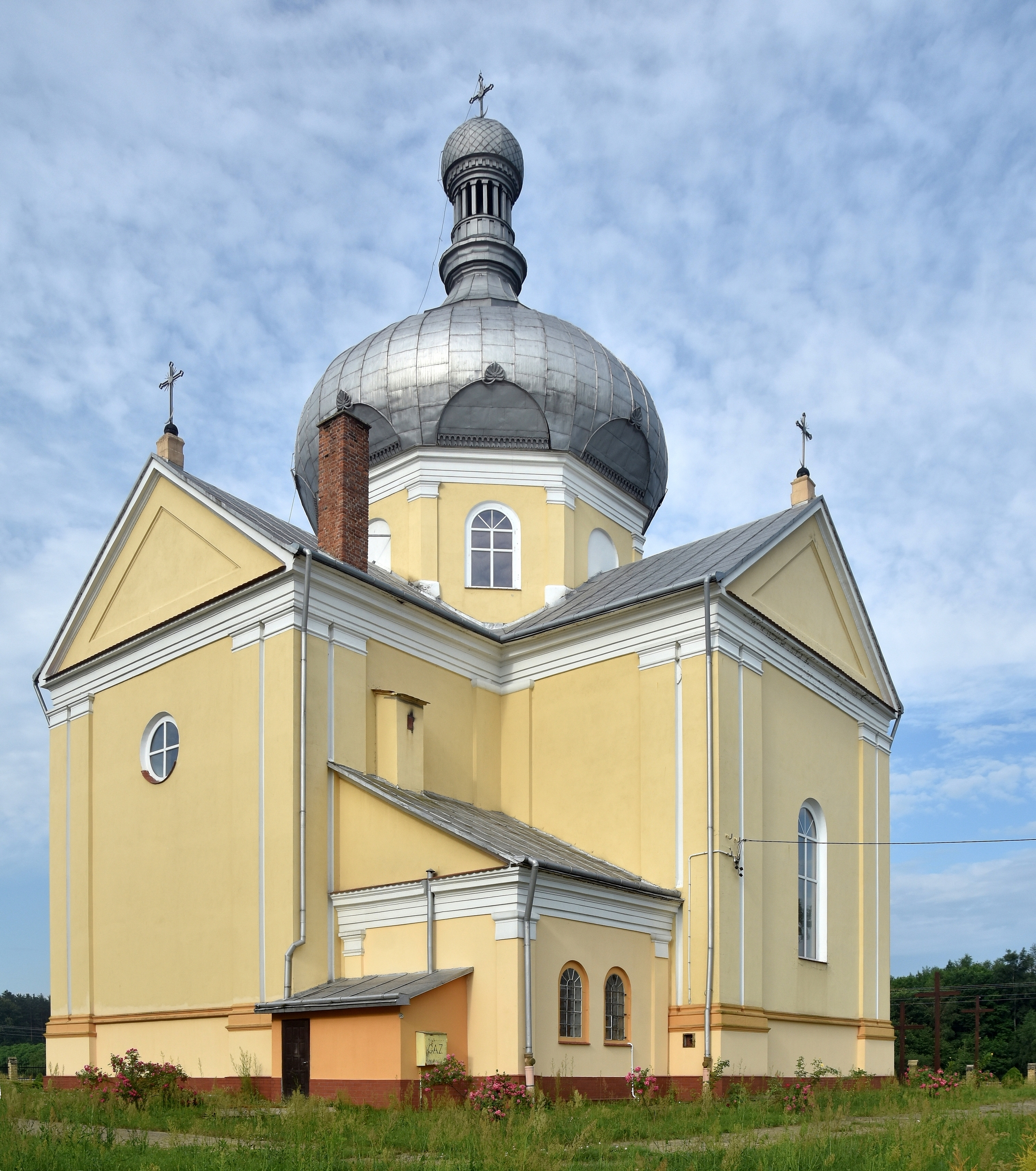
Widok od strony prezbiterium
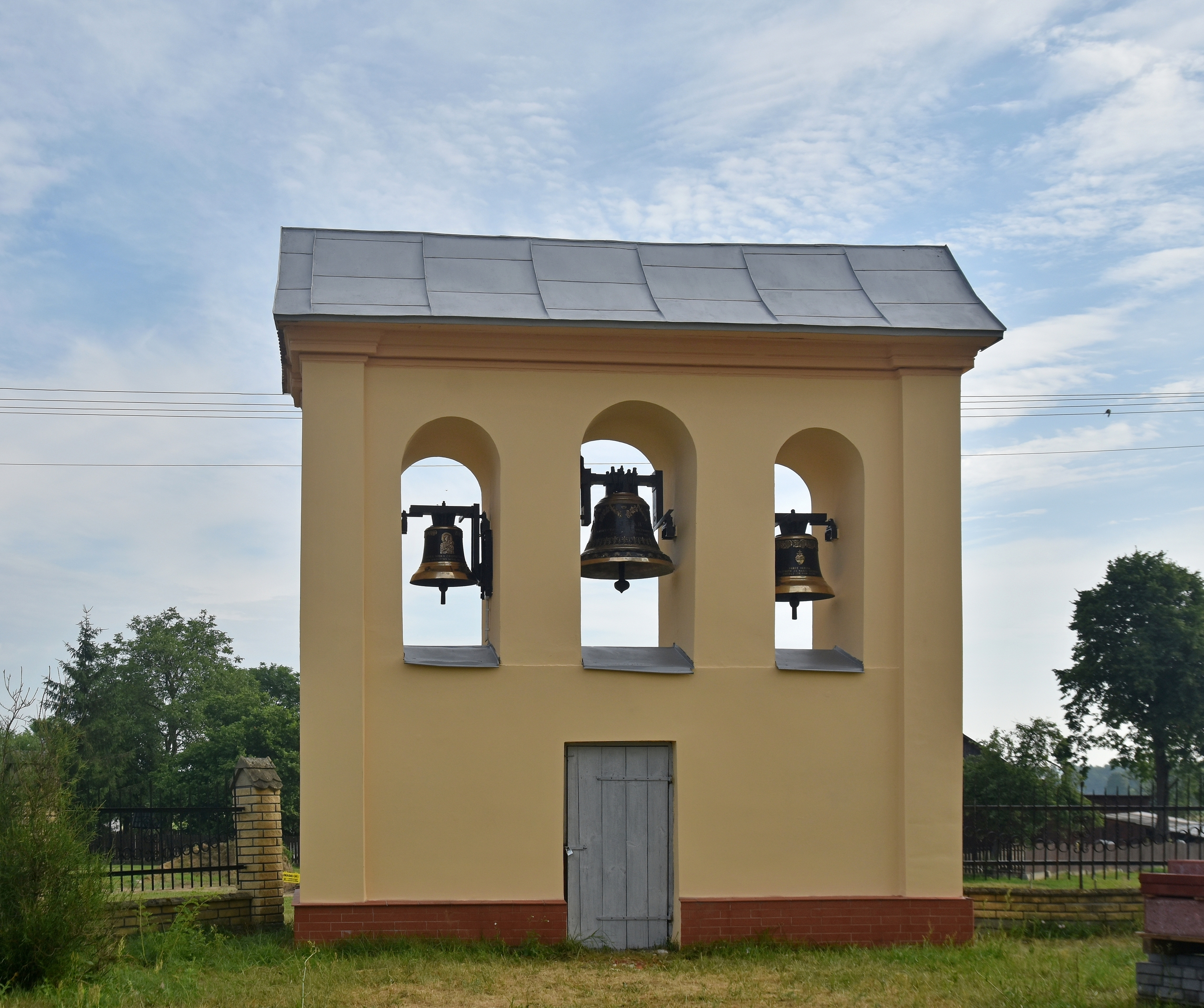
Dzwonnica